# Região Geográfica Imediata de Maceió
A Região Geográfica Imediata de Maceió é uma das 11 regiões imediatas do estado brasileiro de Alagoas, uma das seis regiões imediatas que compõem a Região Intermediária de Maceió e, uma das 509 regiões imediatas no Brasil (criadas pelo IBGE em 2017). Esta Região é composta por 13 municípios.

## Municípios
A Região Geográfica de Maceió é composta por 13 municípios:
| Região imediata                      | Municípios | População Estimativa 2018 | Área (km²) |
| ------------------------------------ | --- | ------------------------- | ---------- |
| Região Geográfica Imediata de Maceió | Barra de Santo Antônio Barra de São Miguel Coqueiro Seco Flexeiras Joaquim Gomes Maceió Marechal Deodoro Messias Paripueira Pilar Rio Largo Santa Luzia do Norte Satuba | 1 291 830                 | 2 542,907  |